# Школа № 3 (Чернігів)
Школа № 3 — середня загальноосвітня школа в Чернігові (з 1954 по нинішний час).

## Історія школи
Школа №3 була створена на  базі семилітньої школи (для хлопчиків) №3 і учнів (дівчаток) шкіл №2 і №10. Після об’єднання даних закладів у десятому класі були в основному хлопці і тільки одна дівчина – зі школи №2.
Урочисте відкриття школи відбулося 1 квітня 1954 року  у приміщенні, що нині діє за адресою вул. Гетьмана Полуботка, 14. На будівництво було витрачено 2 млн. карбованців. Це була найбільша школа міста. 
На першому поверсі – великий спортзал, бібліотека, буфет, на 2-му – 22 класні кабінети, учительська, кабінет директора.
У 1954-1955 н.р. в школі було 1178 учнів у 31 класі.
У 1983 році було добудовано спортивну залу, а на місці попередньої облаштовано актову. 
У 1987 році добудовано новий корпус, у якому стали навчатися учні початкової школи та було облаштовано приміщення харчоблоку та обідню залу.

## Директори школи
- Малахов Володимир Георгійович
- Виграненко Дмитро Наумович
- Митрофанов Петро Степанович
- Сергієнко Ганна Стефанівна
- Барбаш Михайло Григорович
- Яковчук Олена Миколаївна[1]

## Видатні випускники
- Сукач Микола – заслужений артист України, диригент симфонічного оркестру України;
- Лісовенко Віталій - заступник міністра фінансів України;
- Кузьмук Олександр – екс-міністр оборони України;
- Дівєєв-Церковний Олексій Павлович – відомий шоу-мен, телеведучий;
- Абелева Натела – заслужена актриса України;
- Бєлоусов Олексій – мікробіолог, кандидат наук;
- Терещенко Андрій – лауреат Всеукраїнських і міжнародних фестивалів, автор науково-педагогічних публікацій, відомий мандрівник, автор тревел-порталу;
- Хрикін Святослав – відомий чернігівський поет;
- Богдан Дмитро – заслужений тренер України з волейболу;
- Меламед Тетяна – міжнародний гросмейстер, чемпіонка України та Німеччини з шахів;
- Леонова Наталія – журналіст, ведуча програми «Голос Америки»;
- Потапенко Олександр – заступник начальника обласної поліції;
- Прохоренко Тетяна – відома топ-модель світового рівня;
- Шимченко Владислав – майстер спорту з важкої атлетики, призер чемпіонату Європи (бронза) 2015 р.;
- Чернієнко Тарас – відомий хореограф України, тренер команди Майданs – 2011 р.;
- Прохоренко Анастасія – фіналістка конкурсу «Україна має талант»;
- Валієв Юсиф – майстер спорту з боксу;
- Моїсеєва Марина – хореограф колективу відомого артиста України Дмитра Монатика, відкривала конкурс Євробачення-2017.